# Жиливо
Жиливо — деревня в городском округе Коломна Московской области России. Население — 94 чел. (2021).

## Население
| 1852 | 1859 | 1926 | 2002 | 2006 | 2010 | 2015 |
| ---- | ---- | ---- | ---- | ---- | ---- | ---- |
| 114  | ↗625 | ↘535 | ↘48  | ↗50  | ↘45  | ↗59  |
| 2021 |      |      |      |      |      |      |
| ↗94  |      |      |      |      |      |      |

## География
Расположена в восточной части бывшего Озёрского района, примерно в 14 км к северо-востоку от центра города Озёры. В деревне 2 улицы — Озёрная и Полевая, зарегистрировано 3 садовых товарищества. Связана автобусным сообщением с Озёрами и Коломной. Ближайшие населённые пункты — село Белые Колодези и село Васильево Коломенского района.

## История
В «Списке населённых мест» 1862 года Жилева — владельческая деревня 1-го стана Коломенского уезда Московской губернии на левом берегу реки Оки от впадения в неё реки Москвы, в 18 верстах от уездного города, при озере Рамени, с 68 дворами и 625 жителями (307 мужчин, 318 женщины).
По данным на 1890 год входила в состав Акатьевской волости Коломенского уезда, число душ составляло 295 человек.
В 1913 году — 95 дворов.
В материалах Всесоюзной переписи населения 1926 года указаны Жилево I — центр Жилевского сельсовета Акатьевской волости (247 жителей, 47 хозяйств, сельский комитет крестьянской общественной взаимопомощи) и Жилево II — деревня Жилевского сельсовета (288 жителей, 59 хозяйств).
С 1929 года — населённый пункт в составе Озёрского района Коломенского округа Московской области, с 1930-го, в связи с упразднением округа, — в составе Озёрского района Московской области.
До муниципальной реформы 2006 года — деревня Горского сельского округа.
С 2015 до 2020 года входила в городской округ Озёры.